# Bontang
Bontang est une ville sur la côte de la province indonésienne de Kalimantan oriental. Elle a le statut de kota (municipalité).
À l'origine un petit village de pêcheurs, elle s'est développée autour de l'usine de liquéfaction de gaz naturel construite par Pertamina, la société pétrolière d'État indonésienne, pour la liquéfaction du gaz du champ de Badak, découvert en 1971 par Huffco, la compagnie pétrolière fondée par Roy M. Huffington (en), et l'usine d'engrais de la société d'État PT Pupuk Kaltim. L'usine de liquéfaction est la plus grande du monde, avec une capacité de production de 22 millions de tonnes par an.

## Transports
Bontang est reliée par route à Samarinda, la capitale de la province, et par avion à Balikpapan, son principal centre économique.
Bontang possède un aéroport (code AITA : BXT).

## Tourisme
L'île de Beras Basah est située à environ 11 km au large de Bontang. Il faut 25 à 35 minutes pour l'atteindre en vedette rapide. L'île possède de belles plages de sable blanc.
L'île de Gosong est située au nord de Bontang, également à environ 11 km.

### Leparc national de Kutai
Ce parc de 200 000 hectares est notamment un refuge naturel pour l'orang-outan. On s'y rend par la route de Bontang à Samarinda puis un trajet de 2 heures en vedette rapide pour la baie de Kaba.

## Sport
La ville possède un club de football, le Bontang FC.